# Autobahndreieck Hamburg-Nordwest
Das Autobahndreieck Hamburg-Nordwest (Abkürzung: AD Hamburg-Nordwest; Kurzform: Dreieck Hamburg-Nordwest) ist ein Autobahndreieck in Hamburg. Es verbindet die Bundesautobahn 7 (Flensburg – Füssen; E 45) mit der Bundesautobahn 23 (Westküstenautobahn).

## Geografie
Das Autobahndreieck liegt auf dem Stadtgebiet von Hamburg, genauer gesagt im Stadtteil Eidelstedt im Bezirk Eimsbüttel. Umliegende Stadtteile sind Niendorf, Schnelsen und Stellingen. Es befindet sich etwa 10 km nordwestlich der Hamburger Innenstadt, etwa 50 km südlich von Neumünster und etwa 25 km südöstlich von Elmshorn.
Das Autobahndreieck Hamburg-Nordwest trägt auf der A 7 die Anschlussstellennummer 25, auf der A 23 die Nummer 22.

## Bauform und Ausbauzustand
Die A 7 in Richtung Norden ist sechsstreifig und in Richtung Süden achtstreifig ausgebaut. Die A 23 ist aktuell vierstreifig ausgebaut. Die Verbindungsrampe A 7 Nord—A 23 ist einspurig, die restlichen Rampen sind zweispurig ausgeführt.
Das Autobahndreieck ist als unvollständiges Dreieck angelegt. Die fehlende Relation von der A 23 zur nördlichen A 7 wird über die Ausfahrt Hamburg-Eidelstedt bedient.
Der Ausbau der Fahrstreifen wurde Rahmen des ÖPP-Projekts zwischen dem Bund und der Via Solutions Nord durchgeführt. Damit wurde die A 7 zwischen dem Dreieck Bordesholm und dem Dreieck Hamburg-Nordwest von zwei auf drei und weiter bis zum Elbtunnel von drei auf vier Fahrstreifen je Richtung erweitert. Die beiden neuen Tunnel im Abschnitt Schnelsen wurde 2019, der im Abschnitt Stellingen 2021 in Betrieb genommen. Mit diesem Projekt wurde ein Teil der Autobahn unter die Erde verlegt und damit verbunden der Ausbau der Fahrstreifen, der Lärmschutz und der Bau zwei neuer Parkanlagen über der Autobahn realisiert. Ein weiterer Tunnel im Abschnitt Altona befindet sich im Bau und soll 2028 fertiggestellt werden.
Zukünftig soll auch die A 23 in Richtung Norden bis Tornesch sechsstreifig ausgebaut werden. Das Projekt befindet sich aktuell in Planung, ein Planfeststellungsverfahren soll 2025 eingeleitet werden.

## Verkehrsaufkommen
Das Dreieck wird im Durchschnitt von täglich rund 127.000 Fahrzeugen befahren.
| Von                          | Nach                        | Durchschnittliche tägliche Verkehrsstärke | Durchschnittliche tägliche Verkehrsstärke | Durchschnittliche tägliche Verkehrsstärke | Anteil Schwerlastverkehr | Anteil Schwerlastverkehr | Anteil Schwerlastverkehr |
| Von                          | Nach                        | 2005                                      | 2010                                      | 2015                                      | 2005                     | 2010                     | 2015                     |
| ---------------------------- | --------------------------- | ----------------------------------------- | ----------------------------------------- | ----------------------------------------- | ------------------------ | ------------------------ | ------------------------ |
| AS Hamburg-Schnelsen (A 7)   | AD Hamburg-Nordwest         | 102.300                                   | 102.500                                   | 075.300                                   | 10,8 %                   | 09,3 %                   | 09,6 %                   |
| AD Hamburg-Nordwest          | AS Hamburg-Stellingen (A 7) | 137.800                                   | 134.300                                   | 101.300                                   | 10,6 %                   | 10,6 %                   | 09,8 %                   |
| AS Hamburg-Eidelstedt (A 23) | AD Hamburg-Nordwest         | 79.700                                    | 81.200                                    | 76.900                                    | 08,3 %                   | 06,1 %                   | 05,9 %                   |

## Anschlussstellen und Fahrbeziehungen
| Richtung Heide (20) Halstenbek-Krupunder ↓↓↑↑ |                                                    | Richtung Flensburg (24) Hamburg-Schnelsen ↓↓↓↑↑↑ |
|                                               | ↓↓↑↑ ↓↓↓↑↑↑                                        |                                                  |
|                                               | ↓↓↓↓↑↑↑↑ (26) Hamburg-Stellingen Richtung Hannover |                                                  |